# Prémio August

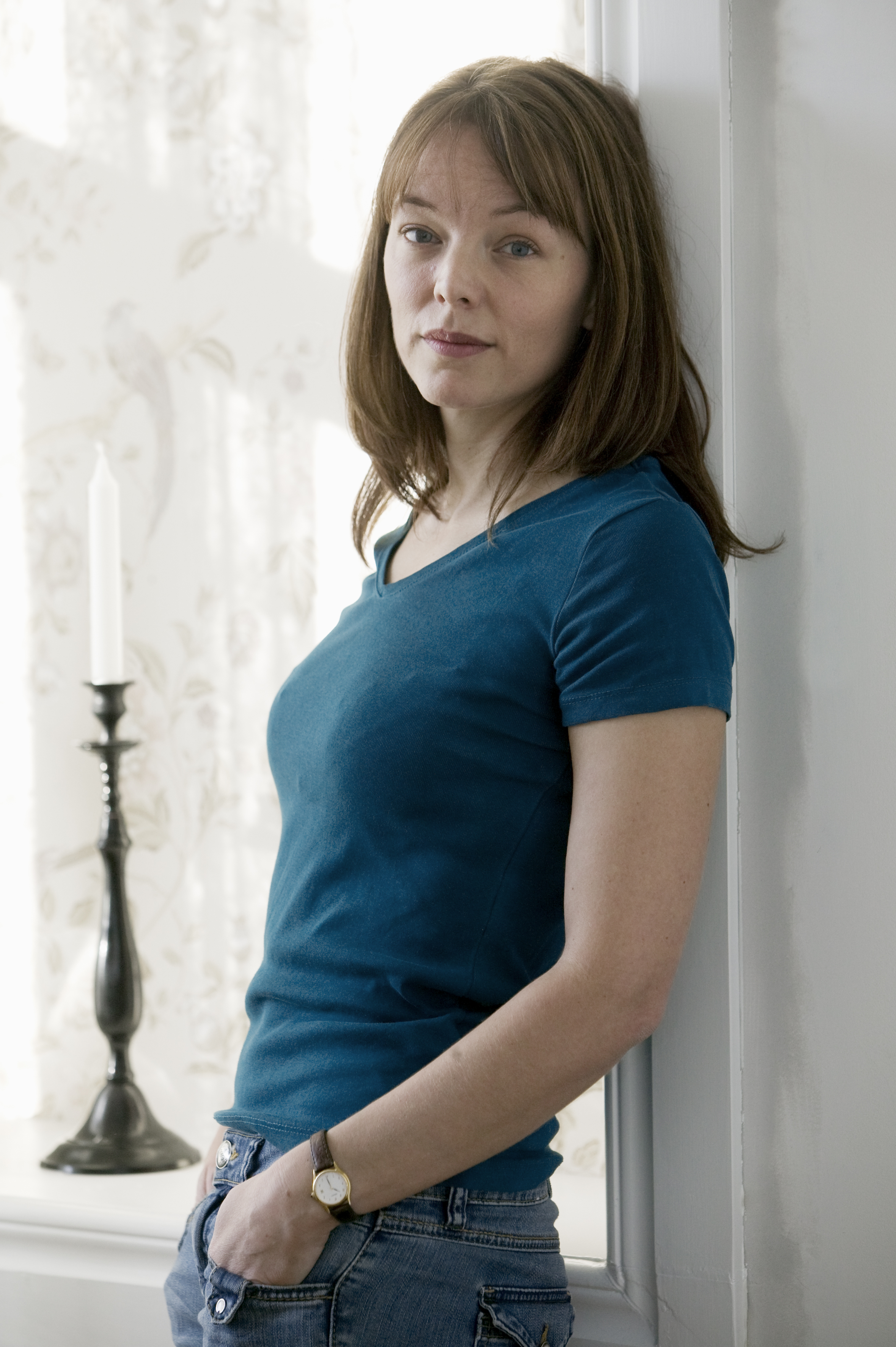
Lina Wolff – 2016

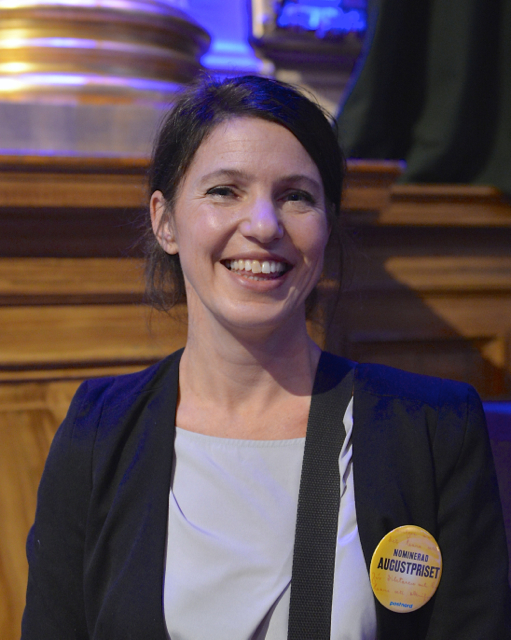
Kristina Sandberg – 2014

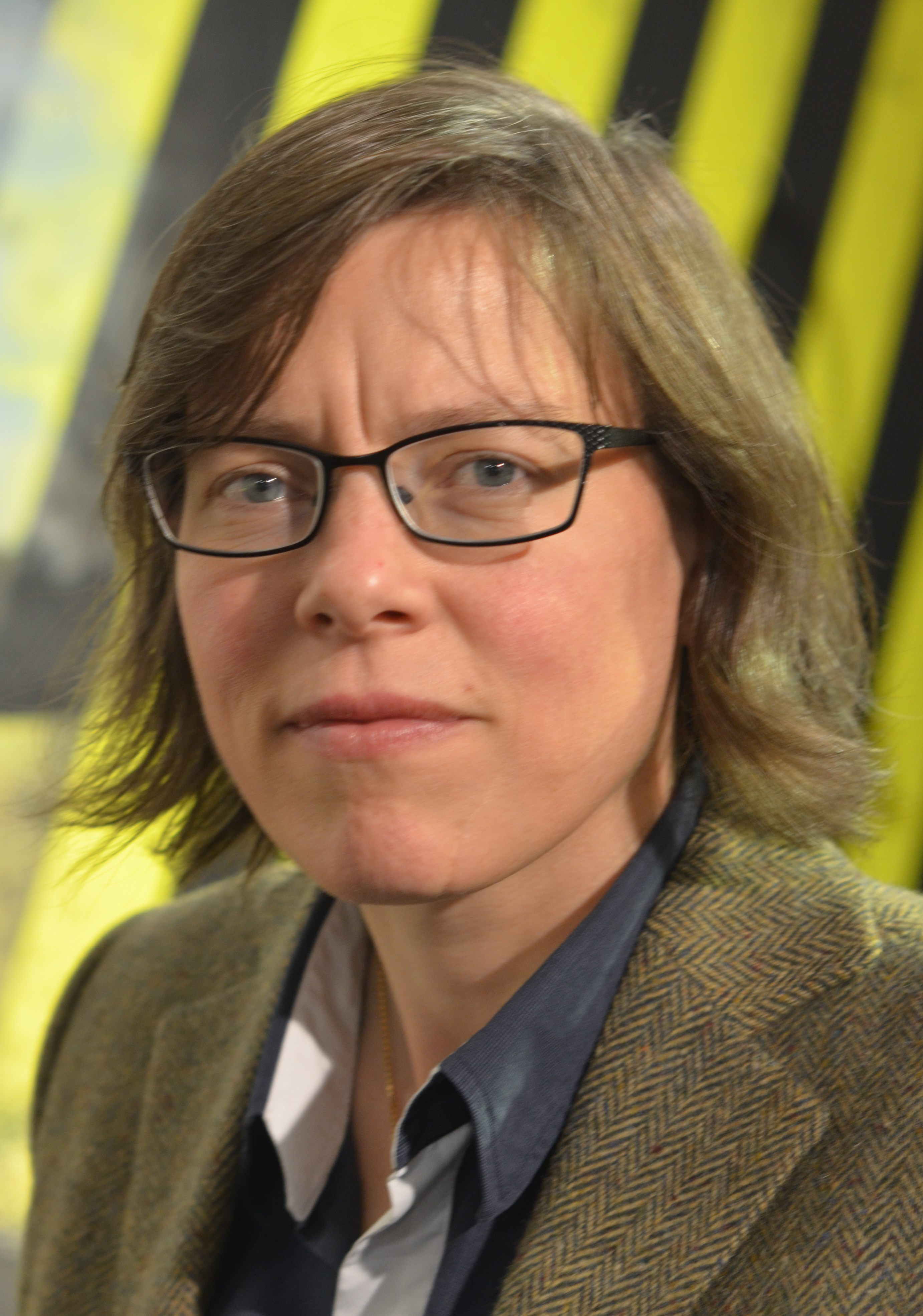
Lena Andersson – 2013

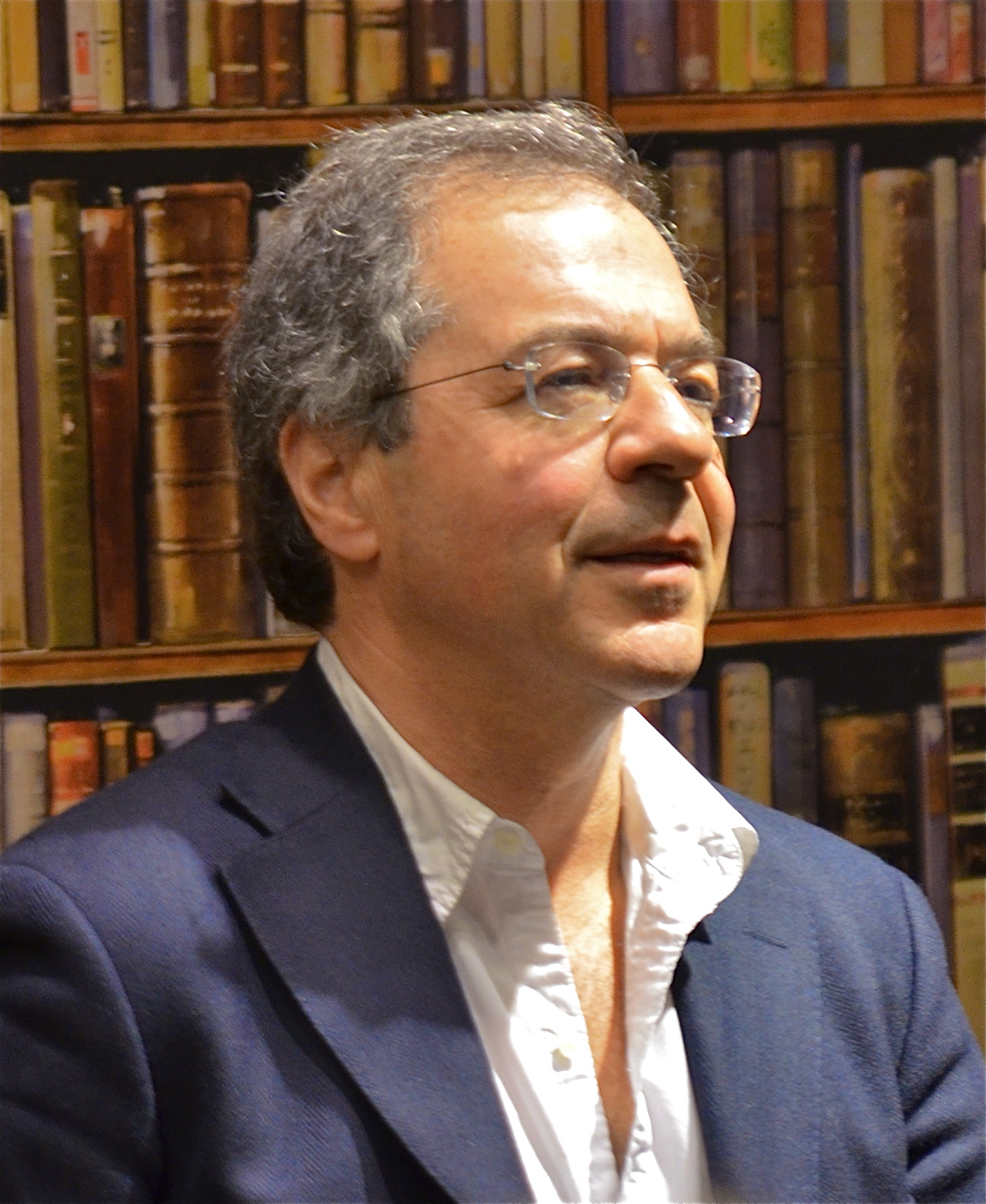
Göran Rosenberg – 2012

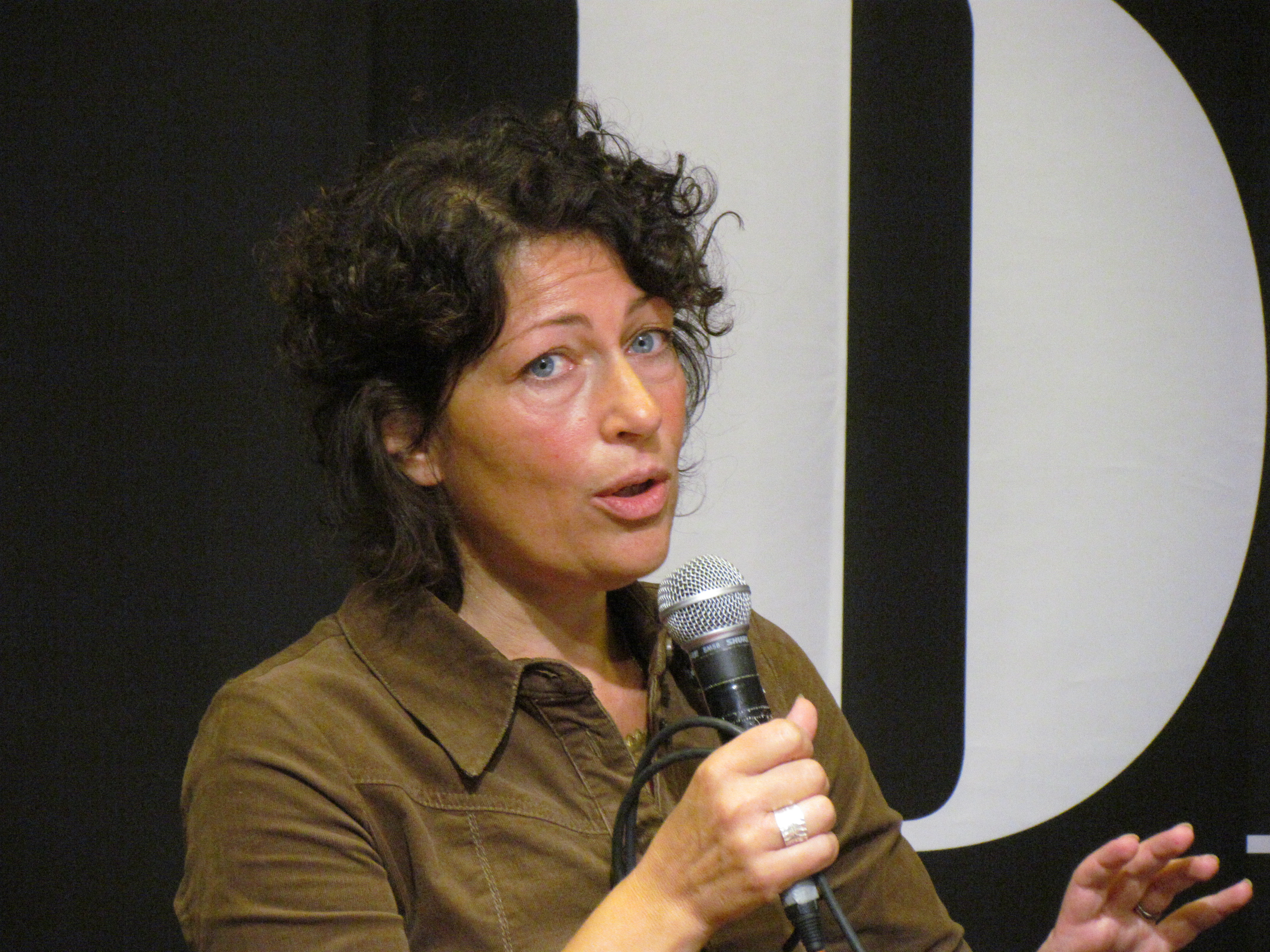
Elisabeth Åsbrink – 2011

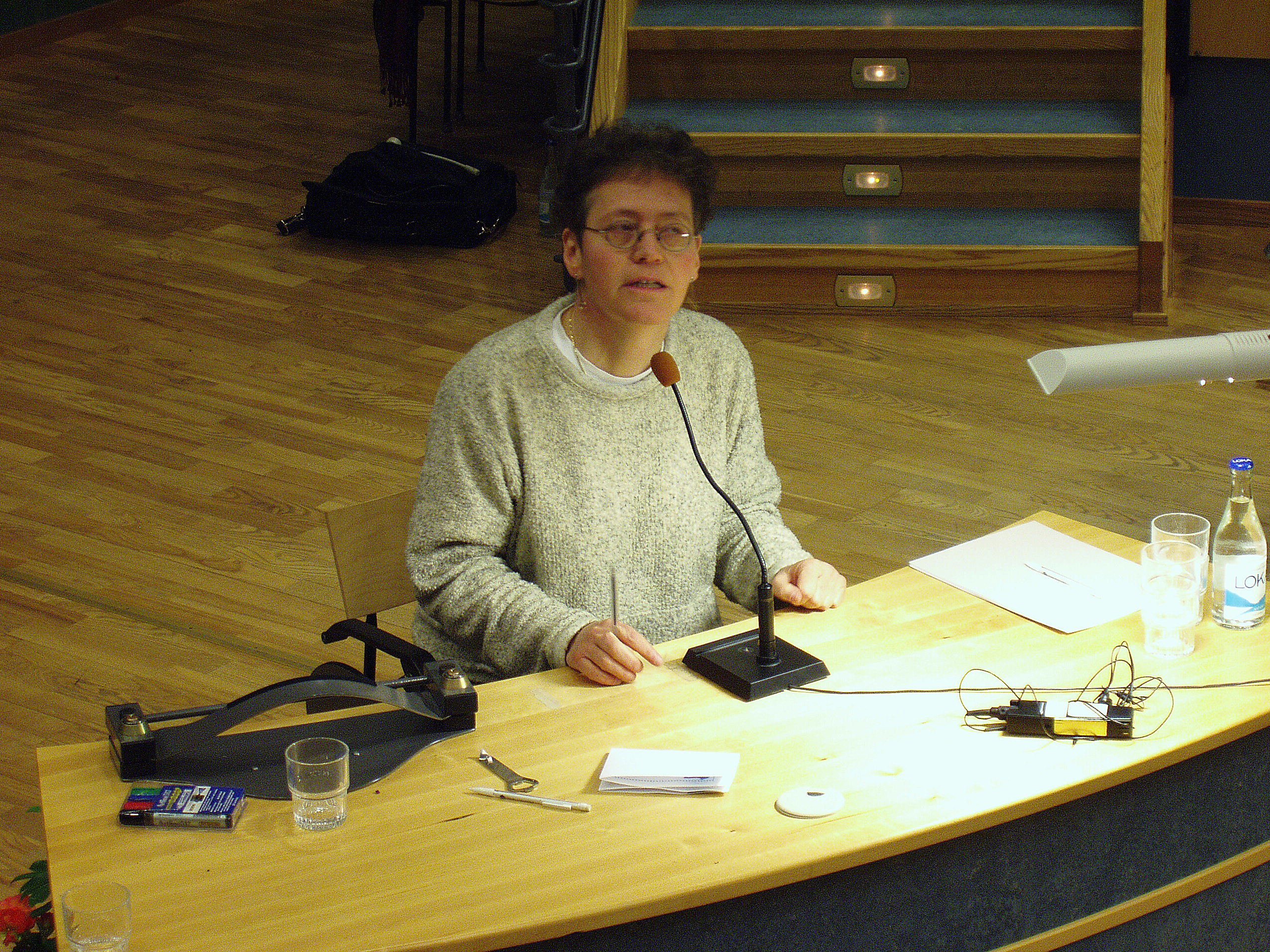
Lena Einhorn – 2005

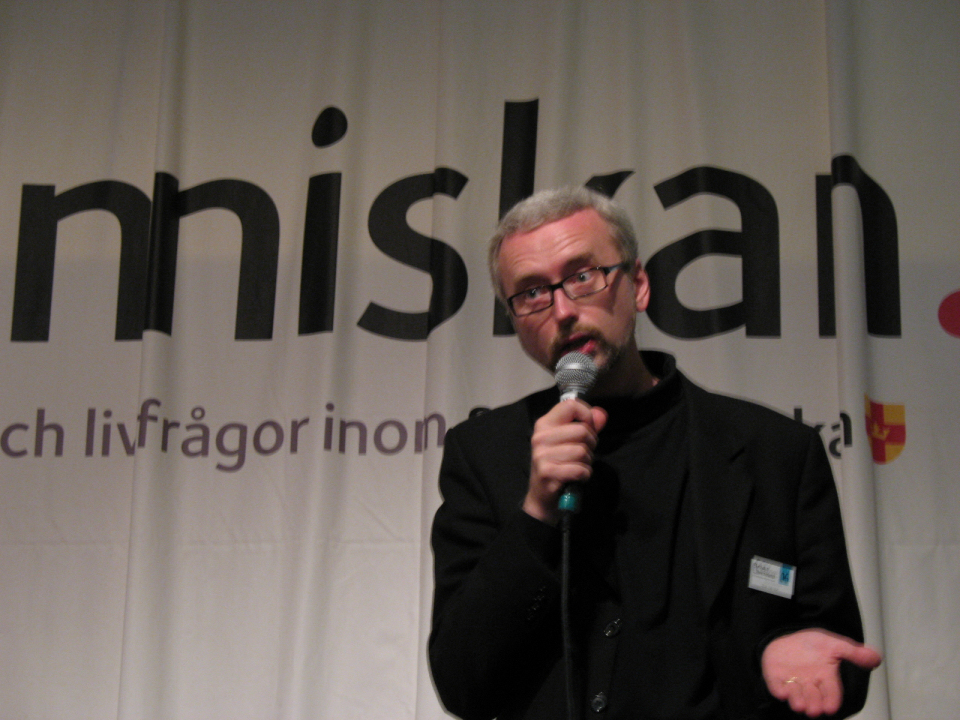
Dick Harrison – 2000

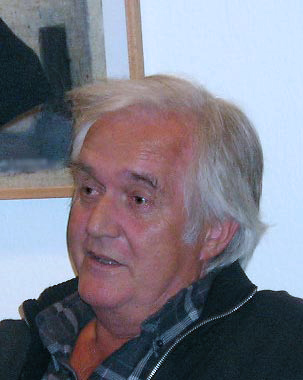
Henning Mankell – 1998

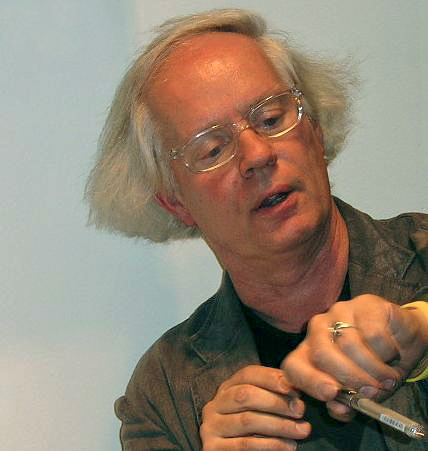
Ulf Stark – 1996

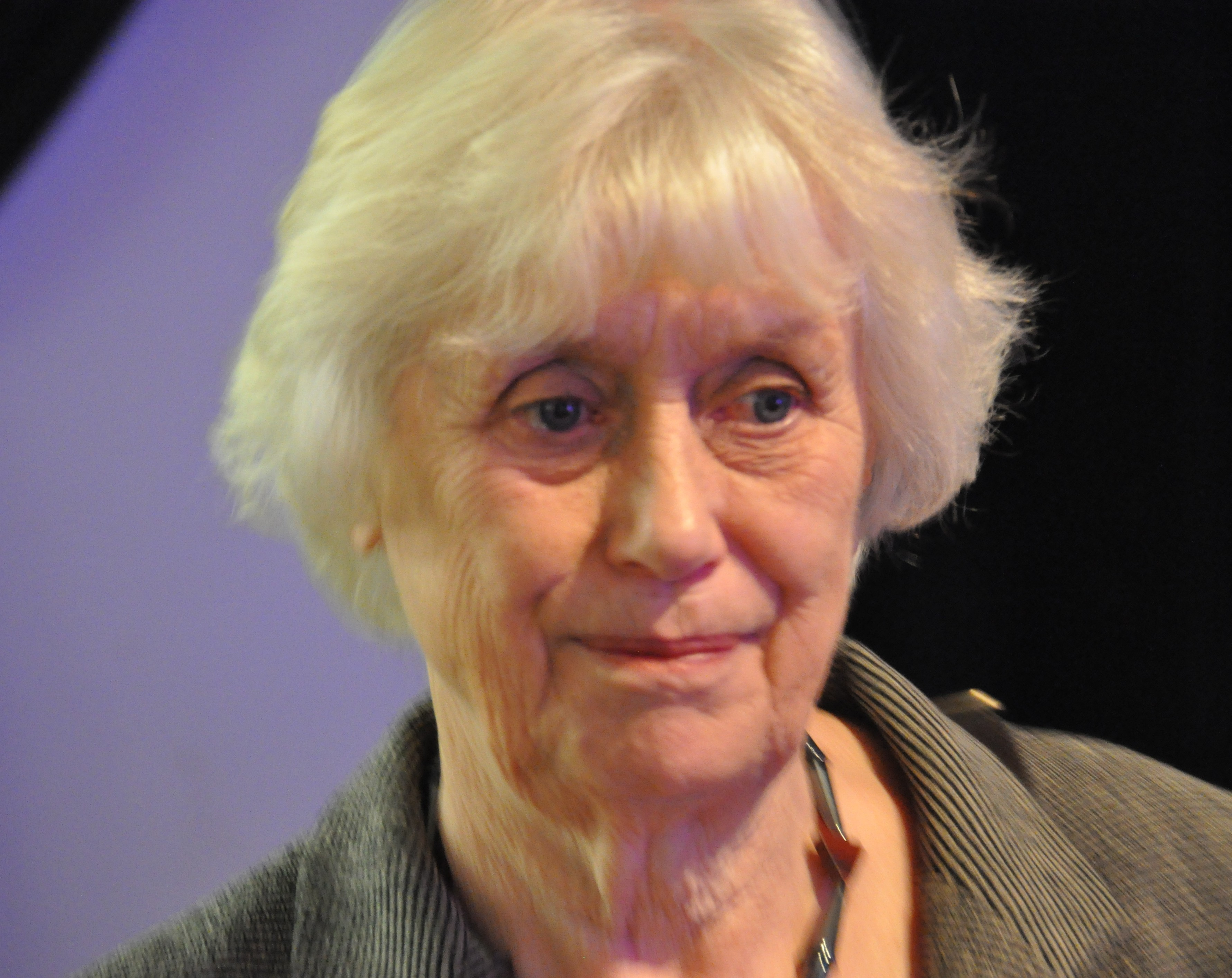
Kerstin Ekman – 1993

O Prémio August (em sueco Augustpriset) é um prémio literário concedido anualmente  pela Associação dos Editores Suecos (Svenska förläggareföreningen), com o objetivo de tornar conhecida a literatura sueca e de promover a procura e a venda dos títulos nomeados. O seu nome é uma homenagem a August Strindberg.
Foi concedido pela primeira vez em 1989, e é atribuido em três categorias:
- Obra sueca de ficção do ano (Årets svenska skönlitterära bok)
- Obra sueca de literatura de não-ficção do ano (Årets svenska fackbok)
- Obra sueca de literatura infantil e juvenil do ano (Årets svenska barn- och ungdomsbok)

A entrega do prémio é feita anualmente na Sala de Concertos de Berwald (Berwaldhallen) em Estocolmo.
O júri do prémio é composto por 63 eleitores: 1/3 livreiros, 1/3 bibliotecários e 1/3 críticos literários.

## Galardoados
| Ano  | Literatura de ficção                                       | Literatura de não-ficção                                                                                                  | Literatura infantil e juvenil                                                      |
| ---- | ---------------------------------------------------------- | --- | ---------------------------------------------------------------------------------- |
| 2021 | Elin Cullhed Eufori. En roman om Sylvia Plath              | Nils Håkanson Dolda gudar. En bok om allt som inte går förlorat i en översättning                                         | Johan Rundberg Nattkorpen                                                          |
| 2016 | Lina Wolff De polyglotta älskarna                          | Nina Burton Gutenberggalaxens nova. En essäberättelse om Erasmus av Rotterdam, humanismen och 1500-talets medierevolution | Ann-Helén Laestadius Tio över ett                                                  |
| 2015 | Jonas Hassen Khemiri Allt jag inte minns                   | Karin Bojs Min europeiska familj                                                                                          | Jessica Schiefauer När hundarna kommer                                             |
| 2014 | Kristina Sandberg Liv till varje pris                      | Lars Lerin Naturlära | Jakob Wegelius Mördarens apa                                                       |
| 2013 | Lena Andersson Egenmäktigt förfarande - en roman om kärlek | Bea Uusma Expeditionen. Min kärlekshistoria                                                                               | Ellen Karlsson i Eva Lindström Snöret, fågeln och jag                              |
| 2012 | Göran Rosenberg Ett kort uppehåll på vägen från Auschwitz  | Ingrid Carlberg „Det står ett rum här och väntar på dig...”: berättelsen om Raul Wallenberg                               | Nina Ulmaja ABC å allt om D                                                        |
| 2011 | Tomas Bannerhed Korparna                                   | Elisabeth Åsbrink Och i Wienerwald står träden kvar                                                                       | Jessica Schiefauer Pojkarna                                                        |
| 2010 | Sigrid Combüchen Spill. En damroman                        | Yvonne Hirdman Den röda grevinnan                                                                                         | Jenny Jägerfeld Här ligger jag och blöder                                          |
| 2009 | Steve Sem-Sandberg De fattiga i Łódź                       | Brutus Östling i Susanne Åkesson Att överleva dagen                                                                       | Ylva Karlsson, Katarina Kuick, Sara Lundberg i Lilian Bäckman Skriv om och om igen |
| 2008 | Per Olov Enquist Ett annat liv                             | Paul Duncan i Bengt Wanselius Regi Bergman                                                                                | Jakob Wegelius Legenden om Sally Jones                                             |
| 2007 | Carl-Henning Wijkmark Stundande natten                     | Bengt Jangfeldt Med livet som insats                                                                                      | Sven Nordqvist Var är min syster?                                                  |
| 2006 | Susanna Alakoski Svinalängorna                             | Cecilia Lindqvist Qin | Per Nilsson Svenne                                                                 |
| 2005 | Monika Fagerholm Den amerikanska flickan                   | Lena Einhorn Ninas resa                                                                                                   | Bo R. Holmberg i Katarina Strömgård Eddie Bolander & jag                           |
| 2004 | Bengt Ohlsson Gregorius                                    | Sverker Sörlin Världens ordning och Mörkret i människan, Europas idéhistoria                                              | Katarina Kieri Dansar Elias? Nej!                                                  |
| 2003 | Kerstin Ekman Skraplotter                                  | Nils Uddenberg Idéer om livet                                                                                             | Johanna Thydell I taket lyser stjärnorna                                           |
| 2002 | Carl-Johan Vallgren Den vidunderliga kärlekens historia    | Lars-Olof Larsson Gustav Vasa – landsfader eller tyrann?                                                                  | Ulf Nilsson i Anna-Clara Tidholm Adjö, herr Muffin                                 |
| 2001 | Torbjörn Flygt Underdog                                    | Hans Hammarskiöld, Anita Theorell i Per Wästberg Minnets stigar                                                           | Sara Kadefors Sandor slash Ida                                                     |
| 2000 | Mikael Niemi Populärmusik från Vittula                     | Dick Harrison Stora döden                                                                                                 | Pija Lindenbaum Gittan och gråvargarna                                             |
| 1999 | Per Olov Enquist Livläkarens besök                         | Jan Svartvik Engelska – öspråk, världsspråk, trendspråk                                                                   | Stefan Casta Spelar död                                                            |
| 1998 | Göran Tunström Berömda män som varit i Sunne               | Bengt Jangfeldt Svenska vägar till S:t Petersburg                                                                         | Henning Mankell Resan till världens ände                                           |
| 1997 | Majgull Axelsson Aprilhäxan                                | Sven-Eric Liedman I skuggan av framtiden                                                                                  | Annika Thor Sanning eller konsekvens                                               |
| 1996 | Tomas Tranströmer Sorgegondolen                            | Maja Hagerman Spåren av kungens män                                                                                       | Ulf Stark i Anna Höglund (ilustracje) Min syster är en ängel                       |
| 1995 | Torgny Lindgren Hummelhonung                               | Maria Flinck Tusen år i trädgården. Från sörmländska herrgårdar och bakgårdar                                             | Rose Lagercrantz Flickan som inte ville kyssas                                     |
| 1994 | Björn Ranelid Synden                                       | Leif Jonsson i in. Musiken i Sverige I-IV                                                                                 | Ulf Nilsson Mästaren och de fyra skrivarna                                         |
| 1993 | Kerstin Ekman Händelser vid vatten                         | Peter Englund Ofredsår | Mats Wahl Vinterviken                                                              |
| 1992 | Niklas Rådström Medan tiden tänker på annat                | Gunnar Broberg i in. Gyllene äpplen                                                                                       | Peter Pohl i Kinna Gieth Jag saknar dig, jag saknar dig!                           |
| 1991 | Sven Delblanc Livets Ax                                    | – | –                                                                                  |
| 1990 | Lars Ahlin De sotarna! De sotarna!                         | – | –                                                                                  |
| 1989 | Cecilia Lindqvist Tecknens rike                            | – | –                                                                                  |